# 顧仔
顧仔，字子肩，江蘇省淮安府安東縣（今江蘇省漣水縣）人，清朝政治人物。
康熙五十七年，登進士二甲第16名，改庶吉士。康熙六十年，擔任翰林院編修。雍正四年，任雲南鄉試副考官；次年升任廣東學政。后升任翰林院侍講學士。雍正七年，任浙江學政。